# Sporthalle Diessbach
Il Sporthalle Diessbach è un palazzetto dello sport della città di Diessbach bei Büren in Svizzera.